# الفشل السريع (الأعمال التجارية)

الفشل السريع، ويسمى أحيانًا الفشل المتكرر أو الفشل الرخيص، هو مفهوم في إدارة الأعمال ونظرية في علم النفس التنظيمي تزعم أن الشركات يجب أن تشجع الموظفين على استخدام عملية التجربة والخطأ لتحديد وتقييم مدى جدوى المنتج أو الاستراتيجية على المدى الطويل والمضي قدمًا، وتقليل الخسائر بدلاً من الاستمرار في الاستثمار في نهج محكوم عليه بالفشل. وهو عنصر من عناصر الثقافة المؤسسية لبعض المنظمات، وخاصة في صناعة التكنولوجيا وفي وادي السيليكون بالولايات المتحدة.
إن أحد الأسباب الرئيسية لذلك هو أن الفشل يتم اكتشافه قبل القيام باستثمار كبير، و في أقرب فرصة ممكنة في أي جهد. تم تصميم الممارسات المرتبطة لتحديد المخاوف قبل إطلاق البحث و التطوير على نطاق واسع، و قبل وقت طويل من الإصدار أو الطرح. في بعض الأحيان يُساء فهم هذا المبدأ على أنه يشجع على الفشل غير المخفف، إلا أن المبدأ الأساسي هو " المبدأ الرابع : احتواء المخاطر السلبية ــ الفشل بتكلفة زهيدة ".
إن الوعد الضمني للموظفين هو أن عواقب الفشل، إذا تم التعرف عليها بسرعة، لن تؤثر سلبًا على منصب الشخص أو وظيفته أو مسيرته المهنية؛ ويتطلب أحد المكونات الرئيسية للنهج الناجح ثقافة مؤسسية لا تتسامح فحسب، بل تشجع بنشاط وحتى تحتفل بالفشل الذي ينتج عنه تعلم قيم للمنظمة. وقد تعرضت هذه الاستراتيجية لانتقادات بسبب عدم الالتزام بهذا الوعد الضمني، وبسبب خطر خلق ثقافة الرداءة، وبسبب التفاؤل المفرط بشأن الفوائد التعليمية التي يمكن أن نجنيها من الفشل.

## مفهوم
المفهوم و النظرية التي تزعم أن الشركات يجب أن تتبنى عملية تجربة و خطأ عدوانية و رشيقة لتحديد و تقييم مدى جدوى المنتج أو الاستراتيجية على المدى الطويل بسرعة، و الاعتراف بأن شيئًا ما لا يسير على ما يرام، و إجراء التعديلات أو الانتقال إلى شيء آخر بدلاً من استثمار سنوات في نهج محكوم عليه بالفشل.
يفترض النهج عملية تطوير تدريجية للمشروع، مع فحوصات متكررة لضمان أن المنتج أو الاستراتيجية سوف تلبي احتياجات العميل أو المستهلك أو المنظمة قبل تخصيص الاستثمار المستمر.
تم تناول هذا المفهوم في الأوساط الأكاديمية منذ وقت مبكر من عام 1992 بواسطة سيم سيتكين من جامعة ديوك.

### الأساس المنطقي
أحد الأسباب الرئيسية هو اكتشاف الفشل قبل الإصدار أو الطرح؛ و ذلك لمنع الخسائر الأكبر الناجمة عن فشل المنتج النهائي و فقدان السمعة و الثقة التي قد تحدث.
تتضمن الأسباب المنطقية الأخرى أن الشركة التي تشجع مثل هذا النهج سوف تقلل خسائرها من خلال عدم الاستمرار في استثمار الوقت و المال في مفهوم محكوم عليه بالفشل، بدلاً من الاستمرار في ذلك لأن الأشخاص المسؤولين عن المشروع يخشون عواقب الاعتراف بالفشل المكلف، و هو الاتجاه المعروف باسم تأثير التكلفة الغارقة. بالإضافة إلى ذلك، فإن الشركات التي تستخدم مثل هذا النهج سوف تستفيد بشكل أسرع من الدروس المستفادة من الإخفاقات السابقة، مما يعزز احتمالية تحقيق نجاح أسرع في المشاريع المستقبلية.

### الوعد الضمني للموظفين
إن الوعد الضمني للموظفين هو أن ثقافة الشركة هي ثقافة لا يتم فيها التسامح مع الفشل فحسب بل يتم تشجيعه بنشاط و أن منصب الشخص أو وظيفته أو مسيرته المهنية لن يتعرض للتهديد بسبب مشروع فاشل طالما تم الاعتراف بالفشل بسرعة. وفقًا لبن لوتكيفيتش، الكاتب في موقع TechTarget، لاستخدام هذا النهج بنجاح، يجب على المنظمات " إعادة صياغة الفشل كعامل إيجابي. يجب النظر إلى الفشل كمدخل ضروري للتغيير و الابتكار ".  أوصت أستاذة إدارة الأعمال بجامعة كولومبيا ريتا ماكجراث، في مقال لها في مجلة هارفارد بيزنس ريفيو عام 2011، ببناء " ثقافة تحتفل بالفشل الذكي ". 

## يستخدم
لقد تم استخدام هذا المفهوم على نطاق واسع كاستعارة في مجال الأعمال، ويعود تاريخه إلى عام 2001 على الأقل. يتم استخدامه على نطاق واسع في الصناعات التكنولوجية والدوائية. لقد أصبح هذا الأمر بمثابة شعار وشارة شرف في ثقافة الشركات الناشئة و خاصة في صناعة التكنولوجيا و في وادي السيليكون بالولايات المتحدة، حيث أصبح جزءًا شائعًا من ثقافة الشركات.

### أمثلة
ناقشت كارول بارتز مفهومًا أطلقت عليه اسم " التقدم السريع في الفشل " في خطاب ألقته عام 2001 في جامعة ستانفورد، حيث وصفت نظامًا نفذته في شركة أوتوديسك "لتصميم شركة لتفشل في مهام معينة، لتكون مرنة في مواجهة الفشل، و الاستجابة له من خلال التغلب عليه بسرعة ".
كتب جيف بيزوس، مؤسس أمازون، في رسالة إلى المساهمين عام ٢٠١٥ أن "الفشل والاختراع توأمان لا ينفصلان. فالاختراع يتطلب التجربة، وإذا كنت تعلم مسبقًا أنه سينجح، فهو ليس تجربة. "  قرد الفوضى" هو مشروع من إنتاج نتفليكس يُحاكي أو يُحفز الفشل عمدًا لاختبار القدرة على التعافي.  كان الشعار المبكر للفيسبوك هو " التحرك بسرعة وكسر الأشياء ".  شركة الكيماويات اليابانية كاو، أثناء دراستها لدخولها المقترح في تصنيع الأقراص المرنة، اختبرت مسألة ما إذا كان المستهلكون سيقبلون الأقراص التي تحمل علامة تجارية لشركة غير معروفة بمنتجاتها التكنولوجية من خلال شراء الأقراص المرنة من شركة مصنعة أخرى ووضع العلامة التجارية عليها كأقراص كاو، وبالتالي تقييم احتمال الفشل بتكلفة زهيدة.  يتضمن إيه جي لافلي، الرئيس التنفيذي لشركة بروكتر آند جامبل، في كتابه "مغير اللعبة"، قائمة وصفها ماكجراث بأنها "احتفال" بفشل المنتجات الباهظة الثمن والدروس المستفادة من تلك الإخفاقات خلال فترة توليه منصب الرئيس التنفيذي.
توجد أمثلة غير تجارية للمفهوم النفسي وتم استكشافها في كتاب " الفشل السريع، الفشل المتكرر "، و هو كتاب للمساعدة الذاتية من تأليف جون كرومهولتز و ريان بابينو من جامعة ستانفورد.

## نقد
في عام 2022، عند تناول الوعد الضمني الذي ينطوي عليه هذا المفهوم للموظفين، انتقد مايكل دي بريسكو من معهد إدارة المشاريع هذا المفهوم و وصفه بأنه مجرد كلام فارغ، و كتب أنه في حين شجع المديرون الموظفين على الاستعداد للفشل، فإن عواقب الفشل في الممارسة العملية كانت في كثير من الأحيان ضارة بالوظائف أو المهن. وقد زعم أن النهج المعدل قليلاً، و الذي أطلق عليه اسم " التعلم السريع "، يمكن أن ينجح إذا التزمت الإدارة بالوظيفة المقدمة و الأمن المهني في حالة الفشل ولكن أيضًا التعلم من تلك الإخفاقات.
وقد تعرض هذا المفهوم أيضًا لانتقادات، بما في ذلك من قبل شركة TechTarget و كلية إدارة الأعمال بجامعة كوينزلاند، بسبب مخاطر تشجيع mediocrity.
وفقًا لمجلة نيويوركر، أظهرت دراسات متعددة حول النجاح الريادي أن " الأدلة تشير إلى أن الفشل الماضي لا يتنبأ إلا بالفشل المستقبلي " و أن فوائد التعلم المتوقعة من الفشل قد تكون مفرطة في التفاؤل.

## قراءة إضافية
- Bean، Randy (2021). Fail fast, learn faster: lessons in data-driven leadership in an age of disruption, big data, and AI. Hoboken, New Jersey: Wiley. ISBN:978-1-119-80623-3.